# Samuel Rosenberg
Samuel Rosenberg (hebr. ‏שמואל רוזנברג‎; ur. 12 grudnia 1986 w Tel Awiwie) – izraelski rabin, od grudnia 2012 do sierpnia 2013 Naczelny Rabin Śląska i Wrocławia oraz rabin Gminy Wyznaniowej Żydowskiej we Wrocławiu.

## Życiorys
Samuel Rosenberg urodził się w Izraelu, w rodzinie chasydów.
Studiował filozofię żydowską na Uniwersytecie Hebrajskim w Jerozolimie. Do Polski przyjechał w 2012, gdzie objął stanowisko rabina wrocławskiej Gminy Wyznaniowej Żydowskiej.
Mówi w języku angielskim i hebrajskim, uczy się języka polskiego.